# Prix des auteurs japonais de romans policiers
Les prix des auteurs japonais de romans policiers (日本推理作家協会賞, Nihon Suiri Sakka Kyōkai Shō) sont décernés tous les ans par les Mystery Writers of Japan. Ils récompensent le meilleur roman policier et ouvrage critique/biographique publiés l'année précédente.

## Prix MWJ des lauréats du meilleur roman (1948 - 1951, 1976 - présent)
|    | Année                                          | Lauréat                | Roman couronné                                                                 |                                                        |
| -- | ---------------------------------------------- | ---------------------- | ------------------------------------------------------------------------------ | ------------------------------------------------------ |
| 1  | 1948                                           | Seishi Yokomizo        | 本陣殺人事件 (Honjin Satsujin Jiken)                                           |                                                        |
| 2  | 1949                                           | Ango Sakaguchi         | 不連続殺人事件 (Furenzoku Satsujin Jiken)                                      | Meurtres sans série                                    |
| 3  | 1950                                           | Akimitsu Takagi        | 能面殺人事件 (Nomen Satsujin Jiken)                                            |                                                        |
| 4  | 1951                                           | Udaru Oshita (ja)      | 石の下の記録 (Ishi no Shita no Kiroku)                                         |                                                        |
|    | 5th - 28th, see Prix MWJ de la meilleure œuvre |                        |                                                                                |                                                        |
| 29 | 1976                                           |                        | Prix non décerné                                                               |                                                        |
| 30 | 1977                                           |                        | Prix non décerné                                                               |                                                        |
| 31 | 1978                                           | Tsumao Awasaka (ja)    | 乱れからくり (Midare Karakuri)                                                 |                                                        |
| 31 | 1978                                           | Shohei Ooka            | 事件 (Jiken)                                                                   |                                                        |
| 32 | 1979                                           | Yoshiaki Hiyama (ja)   | スターリン暗殺計画 (Sutarin Ansatsu Keikaku)                                   |                                                        |
| 32 | 1979                                           | Shin Tendo (ja)        | 大誘拐 (Dai Yukai)                                                             |                                                        |
| 33 | 1980                                           |                        | Prix non décerné                                                               |                                                        |
| 34 | 1981                                           | Kyotaro Nishimura      | 終着駅殺人事件 (Taminaru Satsujin Jiken)                                       |                                                        |
| 35 | 1982                                           | Masaki Tsuji           | アリスの国の殺人 (Arisu no Kuni no Satsujin)                                   |                                                        |
| 36 | 1983                                           | Koshi Kurumizawa       | 天山を越えて (Tenzan o Koete)                                                  |                                                        |
| 37 | 1984                                           | Ichiro Kano (ja)       | ホック氏の異郷の冒険 (Hokku shi no Ikyo no Boken)                              |                                                        |
| 38 | 1985                                           | Kenzo Kitakata         | 渇きの街 (Kawaki no Machi)                                                     |                                                        |
| 38 | 1985                                           | Hiroko Minagawa (ja)   | 壁・旅芝居殺人事件 (Kabe Tabishibai Satsujin Jiken)                            |                                                        |
| 39 | 1986                                           | Futari Okajima (ja)    | チョコレートゲーム (Chokoreto Gemu)                                            |                                                        |
| 39 | 1986                                           | Tatsuo Shimizu (ja)    | 背いて故郷 (Somuite Kokyo)                                                     |                                                        |
| 40 | 1987                                           | Go Osaka (ja)          | カディスの赤い星 (Kadisu no Akai Hoshi)                                        | The Red Star of Cadiz                                  |
| 40 | 1987                                           | Katsuhiko Takahashi    | 北斎殺人事件 (Hokusai Satsujin Jiken)                                          |                                                        |
| 41 | 1988                                           | Kenji Kosugi (ja)      | 絆 (Kizuna)                                                                    |                                                        |
| 42 | 1989                                           | Yoichi Funado (ja)     | 伝説なき地 (Densetsu Naki Chi)                                                 |                                                        |
| 42 | 1989                                           | Shunzo Waku (ja)       | 雨月荘殺人事件 (Ugetsuso Satsujin Jiken)                                       |                                                        |
| 43 | 1990                                           | Joh Sasaki (ja)        | エトロフ発緊急電 (Etorofu hatsu Kinkyuden)                                     |                                                        |
| 44 | 1991                                           | Arimasa Osawa (ja)     | 新宿鮫 (Shinjukuzame)                                                          | Shinjuku Shark                                         |
| 45 | 1992                                           | Yukito Ayatsuji (ja)   | 時計館の殺人 (Tokeikan no Satsujin)                                            |                                                        |
| 45 | 1992                                           | Miyuki Miyabe          | 龍は眠る (Ryu wa Nemuru)                                                       | The Sleeping Dragon                                    |
| 46 | 1993                                           | Kaoru Takamura (ja)    | リヴィエラを撃て (Riviera o Ute)                                               |                                                        |
| 47 | 1994                                           | Ramo Nakajima (ja)     | ガダラの豚 (Gadara no Buta)                                                    |                                                        |
| 48 | 1995                                           | Yoshinaga Fujita       | 鋼鉄の騎士 (Kotetsu no Kishi)                                                  |                                                        |
| 48 | 1995                                           | Ichi Orihara (ja)      | 沈黙の教室 (Chimmoku no Kyoshitsu)                                             |                                                        |
| 49 | 1996                                           | Natsuhiko Kyogoku      | 魍魎の匣 (Mōryō no Hako)                                                       |                                                        |
| 49 | 1996                                           | Katsufumi Umehara (ja) | ソリトンの悪魔 (Soriton no Akuma)                                              |                                                        |
| 50 | 1997                                           | Yuichi Shimpo (ja)     | 奪取 (Dasshu)                                                                  |                                                        |
| 51 | 1998                                           | Seishu Hase            | 鎮魂歌 不夜城II (Rekuiemu Fuyajo 2)                                            |                                                        |
| 51 | 1998                                           | Natsuo Kirino          | OUT (Auto)                                                                     | Out                                                    |
| 52 | 1999                                           | Ryoichi Kano (ja)      | 幻の女 (Maboroshi no Onna)                                                     |                                                        |
| 52 | 1999                                           | Keigo Higashino        | 秘密 (Himitsu)                                                                 | Naoko                                                  |
| 53 | 2000                                           | Harutoshi Fukui (ja)   | 亡国のイージス (Bokoku no Ijisu)                                               |                                                        |
| 53 | 2000                                           | Arata Tendo (ja)       | 永遠の仔 (Eien no Ko)                                                          |                                                        |
| 54 | 2001                                           | Naomi Azuma (ja)       | 残光 (Zanko)                                                                   |                                                        |
| 54 | 2001                                           | Hiroe Suga             | 永遠の森 (Eien no Mori)                                                        |                                                        |
| 55 | 2002                                           | Hideo Furukawa (ja)    | アラビアの夜の種族 (Arabia no Yoru no Shuzoku)                                 |                                                        |
| 55 | 2002                                           | Masaki Yamada          | ミステリ・オペラ (Misuteri Opera)                                              |                                                        |
| 56 | 2003                                           | Arisu Arisugawa (ja)   | マレー鉄道の謎 (Mare Tetsudo no Nazo)                                          |                                                        |
| 56 | 2003                                           | Mitsufumi Asagure (ja) | 石の中の蜘蛛 (Ishi no Naka no Kumo)                                            |                                                        |
| 57 | 2004                                           | Ryosuke Kakine (ja)    | ワイルド・ソウル (Wairudo Souru)                                               |                                                        |
| 57 | 2004                                           | Shogo Utano (ja)       | 葉桜の季節に君を想うということ (Hazakura no Kisetsu ni Kimi o Omou to iu Koto) |                                                        |
| 58 | 2005                                           | Yusuke Kishi           | 硝子のハンマー (Garasu no Hamma)                                               |                                                        |
| 58 | 2005                                           | Atsunori Tomatsu (ja)  | 剣と薔薇の夏 (Ken to Bara no Natsu)                                            |                                                        |
| 59 | 2006                                           | Riku Onda (ja)         | ユージニア (Yujinia)                                                           | Eugenia                                                |
| 60 | 2007                                           | Kazuki Sakuraba        | 赤朽葉家の伝説 (Akakuchibake no Densetsu)                                      | La légende des filles rouges La légende des Akakuchiba |
| 61 | 2008                                           | Bin Konno (ja)         | 果断 隠蔽捜査2 (Kadan Impeisosa 2)                                             |                                                        |
| 62 | 2009                                           | Shusuke Michio (ja)    | カラスの親指 (Karasu no Oyayubi)                                               |                                                        |
| 62 | 2009                                           | Koji Yanagi (ja)       | ジョーカー・ゲーム (Joka Gemu)                                                 |                                                        |
| 63 | 2010                                           | Ko Amemura (ja)        | 粘膜蜥蜴 (Nemmaku Tokage)                                                      |                                                        |
| 63 | 2010                                           | Tokuro Nukui (ja)      | 乱反射 (Ranhansha)                                                             |                                                        |
| 64 | 2011                                           | Yutaka Maya (ja)       | 隻眼の少女 (Sekigan no Shojo)                                                  |                                                        |
| 64 | 2011                                           | Honobu Yonezawa (ja)   | 折れた竜骨 (Oreta Ryukotsu)                                                    |                                                        |
| 65 | 2012                                           | Kazuaki Takano (ja)    | ジェノサイド (Jenosaido)                                                       | Génocide(s)                                            |
| 66 | 2013                                           | Muneki Yamada (ja)     | 百年法 (Hyakunen Ho)                                                           |                                                        |
| 67 | 2014                                           | Kotaro Tsunekawa (ja)  | 金色機械 (Kin'iro Kikai)                                                       |                                                        |
| 68 | 2015                                           | Ryōe Tsukimura (ja)    | 土漠の花 (Dobaku no Hana)                                                      |                                                        |
| 68 | 2015                                           | Kazumasa Hayami (ja)   | イノセント・デイズ (Inosento Deizu [Innocent Days])                            |                                                        |
| 69 | 2016                                           | Yūko Yuzuki (ja)       | 孤狼の血 (Korō no Chi)                                                         | Le Loup d'Hiroshima                                    |
| 70 | 2017                                           | Makoto Usami (ja)      | 愚者の毒 (Gusha no Doku)                                                       |                                                        |
| 71 | 2018                                           | Seiji Kodokoro (ja)    | いくさの底 (Ikusa no Soko)                                                     |                                                        |
| 72 | 2019                                           | Aki Hamanaka (ja)      | 凍てつく太陽 (Itetsuku Taiyō)                                                  |                                                        |
| 73 | 2020                                           | Katsuhiro Go (ja)      | スワン (Suwan [Swan])                                                          |                                                        |
| 74 | 2021                                           | Izumi Sakagami (ja)    | インビジブル (Inbijiburu [Invisible])                                          |                                                        |
| 74 | 2021                                           | Tomoya Sakurada (ja)   | 蟬かえる (Semi Kaeru)                                                          |                                                        |
| 75 | 2022                                           | Taku Ashibe (ja)       | 大鞠家殺人事件 (Omarike Satsujin Jiken)                                        |                                                        |
| 76 | 2023                                           | Yo Ashizawa (ja)       | 夜の道標 (Yoru no Dōhyō)                                                       |                                                        |
| 76 | 2023                                           | Satoshi Ogawa (ja)     | 君のクイズ (Kimi no Kuizu)                                                     |                                                        |
| 77 | 2024                                           | Yugo Aosaki（ja）      | 地雷グリコ(Jirai Glico)                                                        |                                                        |
| 77 | 2024                                           | Akira Ogidou（ja）     | 不夜島（ナイトランド）(Night Land)                                             |                                                        |
| 78 | 2025                                           | Kajyu Koizumi（ja）    | 崑崙奴(konrondo)                                                               |                                                        |

## Prix MWJ des lauréats de la meilleure nouvelle (1948 - 1951, 1976 - présent)
|    | Année                                          | Lauréat                 | Roman couronné                                                             |                                                                              |
| -- | ---------------------------------------------- | ----------------------- | -------------------------------------------------------------------------- | ---------------------------------------------------------------------------- |
| 1  | 1948                                           | Takataro Kigi (ja)      | 新月 (Shingetsu)                                                           |                                                                              |
| 2  | 1949                                           | Futaro Yamada           | 眼中の悪魔 (Ganchu no Akuma), 虚像淫楽 (Kyozo Inraku)                      |                                                                              |
| 3  | 1950                                           | Sunao Otsubo (ja)       | 私刑 (Rinchi), 涅槃雪 (Nehan Yuki), 黒子 (Hokuro)                          |                                                                              |
| 4  | 1951                                           | Kazuo Shimada (ja)      | 社会部記者 (Shakaibu Kisha), 風船魔 (Fusen Ma)                             |                                                                              |
|    | 5th - 28th, see Prix MWJ de la meilleure œuvre |                         |                                                                            |                                                                              |
| 29 | 1976                                           | Yasuji Toita (ja)       | グリーン車の子供 (Gurinsha no Kodomo)                                      |                                                                              |
| 30 | 1977                                           | Eitaro Ishizawa (ja)    | 視線 (Shisen)                                                              |                                                                              |
| 31 | 1978                                           |                         | Prix non décerné                                                           |                                                                              |
| 32 | 1979                                           | Takashi Atoda           | 来訪者 (Raihosha)                                                          | The Visitor (EQMM December 1988)                                             |
| 33 | 1980                                           |                         | Prix non décerné                                                           |                                                                              |
| 34 | 1981                                           | Etsuko Niki (ja)        | 赤い猫 (Akai Neko)                                                         |                                                                              |
| 34 | 1981                                           | Mikihiko Renjo (ja)     | 戻り川心中 (Modorigawa Shinju)                                             |                                                                              |
| 35 | 1982                                           | Keisuke Kusaka (ja)     | 鶯を呼ぶ少年 (Uguisu o Yobu Shonen), 木に登る犬 (Ki ni Noboru Inu)         |                                                                              |
| 36 | 1983                                           |                         | Prix non décerné                                                           |                                                                              |
| 37 | 1984                                           | Ro Tomono (ja)          | 傷ついた野獣 (Kizutsuita Yaju) (Nouvelles)                                 |                                                                              |
| 38 | 1985                                           |                         | Prix non décerné                                                           |                                                                              |
| 39 | 1986                                           |                         | Prix non décerné                                                           |                                                                              |
| 40 | 1987                                           |                         | Prix non décerné                                                           |                                                                              |
| 41 | 1988                                           |                         | Prix non décerné                                                           |                                                                              |
| 42 | 1989                                           | Mariko Koike (ja)       | 妻の女友達 (Tsuma no Onna Tomodachi)                                       |                                                                              |
| 43 | 1990                                           |                         | Prix non décerné                                                           |                                                                              |
| 44 | 1991                                           | Kaoru Kitamura          | 夜の蝉 (Yoru no Semi) (Nouvelles)                                          |                                                                              |
| 45 | 1992                                           |                         | Prix non décerné                                                           |                                                                              |
| 46 | 1993                                           |                         | Prix non décerné                                                           |                                                                              |
| 47 | 1994                                           | Jun Saito (ja)          | ル・ジタン (Ru Jitan)                                                      |                                                                              |
| 47 | 1994                                           | Kiichiro Suzuki (ja)    | めんどうみてあげるね (Mendo Mite Ageru ne)                                 |                                                                              |
| 48 | 1995                                           | Tomoko Kano (ja)        | ガラスの麒麟 (Garasu no Kirin)                                             |                                                                              |
| 48 | 1995                                           | Masaya Yamaguchi (ja)   | 日本殺人事件 (Nihon Satsujin Jiken) (Nouvelles)                            |                                                                              |
| 49 | 1996                                           | Hiroyuki Kurokawa (ja)  | カウント・プラン (Kaunto Puran)                                            |                                                                              |
| 50 | 1997                                           |                         | Prix non décerné                                                           |                                                                              |
| 51 | 1998                                           |                         | Prix non décerné                                                           |                                                                              |
| 52 | 1999                                           | Ko Kitamori (ja)        | 花の下にて春死なむ (Hana no Moto nite Haru Shinan) (Nouvelles)             |                                                                              |
| 53 | 2000                                           | Hideo Yokoyama          | 動機 (Doki)                                                                | Motive (EQMM May 2008)                                                       |
| 54 | 2001                                           |                         | Prix non décerné                                                           |                                                                              |
| 55 | 2002                                           | Yuri Mitsuhara (ja)     | 十八の夏 (Juhachi no Natsu)                                                | Eighteenth Summer (EQMM December 2004)                                       |
| 55 | 2002                                           | Rintaro Norizuki (ja)   | 都市伝説パズル (Toshi Densetsu Pazuru)                                     | An Urban Legend Puzzle (EQMM January 2004)                                   |
| 56 | 2003                                           |                         | Prix non décerné                                                           |                                                                              |
| 57 | 2004                                           | Kōtarō Isaka            | 死神の精度 (Shinigami no Seido)                                            | La mort avec précision                                                       |
| 58 | 2005                                           |                         | Prix non décerné                                                           |                                                                              |
| 59 | 2006                                           | Yumeaki Hirayama (ja)   | 独白するユニバーサル横メルカトル (Dokuhakusuru Yunibasaru Yoko Merukatoru) | Monologue of a Universal Transverse Mercator Projection (Hanzai Japan, 2015) |
| 60 | 2007                                           |                         | Prix non décerné                                                           |                                                                              |
| 61 | 2008                                           | Hiroki Nagaoka (ja)     | 傍聞き (Kataegiki)                                                         | Heard at One Remove (EQMM February 2010)                                     |
| 62 | 2009                                           | Keisuke Sone (ja)       | 熱帯夜 (Nettaiya)                                                          |                                                                              |
| 62 | 2009                                           | Hirofumi Tanaka (ja)    | 渋い夢 (Shibui Yume)                                                       |                                                                              |
| 63 | 2010                                           | Yoshiaki Ando (ja)      | 随監 (Zuikan)                                                              |                                                                              |
| 64 | 2011                                           | Reiichiro Fukami (ja)   | 人間の尊厳と八〇〇メートル (Ningen no Songen to Happyaku Metoru)           |                                                                              |
| 65 | 2012                                           | Kanae Minato (ja)       | 望郷、海の星 (Bokyo, Umi no Hoshi)                                         |                                                                              |
| 66 | 2013                                           | Nanami Wakatake (ja)    | 暗い越流 (Kurai Etsuryu)                                                   |                                                                              |
| 67 | 2014                                           |                         | Prix non décerné                                                           |                                                                              |
| 68 | 2015                                           |                         | Prix non décerné                                                           |                                                                              |
| 69 | 2016                                           | Emi Nagashima (ja)      | ババ抜き (Babanuki)                                                        |                                                                              |
| 69 | 2016                                           | Naoki Oishi(ja)         | おばあちゃんといっしょ (Obāchan to Issho)                                  |                                                                              |
| 70 | 2017                                           | Gaku Yakumaru (ja)      | 黄昏 (Tasogare)                                                            |                                                                              |
| 71 | 2018                                           | Ten Furuta (ja)         | 偽りの春 (Itsuwari no Haru)                                                |                                                                              |
| 72 | 2019                                           | Ichi Sawamura (ja)      | 学校は死の匂い (Gakko wa Shi no Nioi)                                      |                                                                              |
| 73 | 2020                                           | Jun Yagi (ja)           | 夫の骨 (Otto no Hone)                                                      |                                                                              |
| 74 | 2021                                           | Shinichiro Yuki (ja)    | ＃拡散希望 (＃Kakusan_Kibo)                                                |                                                                              |
| 75 | 2022                                           | Yu Itsuki (ja)          | スケーターズ・ワルツ (Suketazu Warutsu [Skaters' Waltz])                   |                                                                              |
| 75 | 2022                                           | Seiichiro Oyama (ja)    | 時計屋探偵と二律背反のアリバイ (Tokeiya Tantei to Niritsuhaihan no Aribai) |                                                                              |
| 76 | 2023                                           | Yasuhiko Nishizawa (ja) | 異分子の彼女 (Ibunshi no Kanojo)                                           |                                                                              |
| 77 | 2024                                           | Kaoru Sakasaki(ja)      | ベルを鳴らして(Bell o Narashite)                                           |                                                                              |
| 77 | 2024                                           | Yusuke Miyauchi(ja)     | ディオニソス計画(Dionysios Keikaku)                                        |                                                                              |
| 78 | 2025                                           | Mikihiko Hisanaga（ja） | 黒い安息の日々(Kuroi Ansoku no Hibi)                                       |                                                                              |

## Prix MWJ des lauréats du meilleur ouvrage de critique/biographie (1976 - présent)
- Prix MWJ de la meilleure œuvre (1952–1975) winners for their Critical Work
  - 05 (1952) - EDOGAWA Rampo, Gen'ei-jo (étude sur les detective fiction)
  - 19 (1966) - Kawatarō Nakajima, Suiri Shosetsu Tembo (étude sur les detective fiction)

|    | Année | Lauréat                                  | Roman couronné |
| -- | ----- | ---------------------------------------- | --- |
| 29 | 1976  | Manji Gonda (ja)                         | 日本探偵作家論 (Nihon Tantei Sakka Ron) (étude sur les écrivains japonais de Japanese detective fiction) |
| 30 | 1977  | Masao Yamamura (ja)                      | わが懐旧的探偵作家論 (Waga Kaikyuteki Tantei Sakka Ron) (étude sur les écrivains japonais de detective fiction) |
| 31 | 1978  | Amehiko Aoki (ja)                        | 課外授業 ミステリにおける男と女の研究 (Kagai Jugyo: Misuteri ni okeru Otoko to Onna no Kenkyu) (Essay) |
| 31 | 1978  | Takashi Ishikawa (ja)                    | SFの時代 (SF no Jidai) (étude sur la science-fiction japonaise) |
| 32 | 1979  | Jinichi Uekusa (ja)                      | ミステリの原稿は夜中に徹夜で書こう (Misuteri no Genko wa Yonaka ni Tetsuya de Kako) (Essai) |
| 33 | 1980  |                                          | Prix non décerné |
| 34 | 1981  | Eisuke Nakazono                          | 闇のカーニバル スパイ・ミステリィへの招待 (Yami no Kanibaru: Supai Misuteri e no Shotai) (étude sur le roman d'espionnage) |
| 35 | 1982  |                                          | Prix non décerné |
| 36 | 1983  |                                          | Prix non décerné |
| 37 | 1984  |                                          | Prix non décerné |
| 38 | 1985  | Iwao Matsuyama (ja)                      | 乱歩と東京 1920都市の貌 (Rampo to Tokyo: 1920 Toshi no Kao) (étude sur Edogawa Rampo) |
| 38 | 1985  | Minoru Sase (ja)                         | 金属バット殺人事件 (Kinzoku Batto Satsujin Jiken) (Crime report) |
| 39 | 1986  | Yoshio Matsumura (ja)                    | 怪盗対名探偵 フランス・ミステリーの歴史 (Kaito Tai Meitantei: Furansu Misuteri no Rekishi) (étude sur le roman policier français) |
| 40 | 1987  | Hideo Ito (ja)                           | 明治の探偵小説 (Meiji no Tantei Shosetsu) (Étude des romans de détective de l'ère Meiji) |
| 41 | 1988  |                                          | Prix non décerné |
| 42 | 1989  | Akira Naoi (ja)                          | 87分署グラフィティ エド・マクベインの世界 (87bunsho Gurafiti: Ed McBain no Sekai) (étude sur le 87e District) |
| 43 | 1990  | Shunsuke Tsurumi                         | 夢野久作 迷宮の住人 (Yumeno Kyūsaku: Meikyu no Junin) (étude sur Kyūsaku Yumeno) |
| 44 | 1991  | Ro Takenaka                              | 百怪、我ガ腸ニ入ル 竹中英太郎作品譜 (Hyakkai Waga Harawata ni Iru: Eitaro Takenaka Sakuhin-fu) (étude sur Eitaro Takenaka (ja)) |
| 44 | 1991  | Takao Tokuoka (ja)                       | 横浜・山手の出来事 (Yokohama Yamanote no Dekigoto) (Crime report) |
| 45 | 1992  | Rokusuke Nozaki                          | 北米探偵小説論 (Hokubei Tantei Shosetsu Ron) (étude sur les écrivains nord-américains de roman policier) |
| 46 | 1993  | Fumichika Hasebe (ja)                    | 欧米推理小説翻訳史 (Obei Suiri Shosetsu Hon'yakushi) (études sur l'histoire des traductions de roman policier européens et américains en japonais) |
| 46 | 1993  | Shinji Hata (ja)                         | 文政十一年のスパイ合戦 (Bunsei 11nen no Supaigassen) (études sur l'incident Siebold) |
| 47 | 1994  | Jiro Kitagami (ja)                       | 冒険小説論 近代ヒーロー像100年の変遷 (Boken Shosetsu Ron: Kindai Hiro Zo 100nen no Hensen) (étude sur le roman d'aventure) |
| 48 | 1995  | Saburo Kagami (ja)                       | チャンドラー人物事典 (Chandler Jinbutsu Jiten) (Dictionnaire des personnages de Raymond Chandler) |
| 49 | 1996  |                                          | Prix non décerné |
| 50 | 1997  | Kyodo News Shakaibu                      | 沈黙のファイル 「瀬島龍三」とは何だったのか (Chimmoku no Fairu: Ryūzō Sejima towa Nandattanoka) (étude sur Ryūzō Sejima) |
| 51 | 1998  | Kiyoshi Kasai (ja)                       | 本格ミステリの現在 (Honkaku Misuteri no Genzai) (étude sur Honkaku Mystery) |
| 51 | 1998  | Kenji Kazama (ja)                        | ホラー小説大全 (Hora Shosetsu Daizen) (étude sur la littérature d'horreur) |
| 52 | 1999  | Hidetoshi Mori (ja)                      | 世界ミステリ作家事典［本格派篇］ (Sekai Misuteri Sakka Jiten Honkaku ha Hen) (Dictionnaire des écrivains de roman policier) |
| 53 | 2000  | Hideki Kobayashi                         | ゴッホの遺言 (Gohho no Yuigon) (étude sur Vincent van Gogh) |
| 54 | 2001  | Takayuki Ikegami (ja)                    | 20世紀冒険小説読本［日本篇］［海外篇］ (20seiki Boken Shosetsu Dokuhon Nihon hen Kaigai hen) (Études sur le roman d'aventure) |
| 54 | 2001  | Michio Tsuzuki (ja)                      | 推理作家の出来るまで (Suiri Sakka no Dekiru made) (Essay) |
| 55 | 2002  |                                          | Prix non décerné |
| 56 | 2003  | Hirohisa Shimpo (ja) Yuzuru Yamamae (ja) | 幻影の蔵 (Gen'ei no Kura) (étude sur Edogawa Rampo) |
| 57 | 2004  | Akiyuki Sengai (ja)                      | 水面の星座 水底の宝石 (Minamo no Seiza Minasoko no Hoseki) (étude sur le Honkaku Mystery) |
| 57 | 2004  | Shigeharu Tada                           | 夢野久作読本 (Yumeno Kyūsaku Dokuhon) (étude sur Kyūsaku Yumeno) |
| 58 | 2005  | Kotaro Hidaka                            | 不時着 (Fujichaku) (étude sur le kamikaze) |
| 59 | 2006  | Hiroshi Gohara (ja)                      | 松本清張事典 決定版 (Seicho Matsumoto Jiten Kettei ban) (étude sur Seicho Matsumoto) |
| 59 | 2006  | Tetsutaka Shibata (ja)                   | 下山事件 最後の証言 (Shimoyama Jiken Saigo no Shogen) (étude sur l'incident Shimoyama) |
| 60 | 2007  | Nobumitsu Kodaka (ja)                    | 私のハードボイルド 固茹で玉子の戦後史 (Watashi no Hadoboirudo Katayude Tamago no Sengo Shi) (étude sur le Hardboiled) |
| 60 | 2007  | Masaaki Tatsumi (ja)                     | 論理の蜘蛛の巣の中で (Ronri no Kumo no Su no Naka de) (étude sur Honkaku Mystery) |
| 61 | 2008  | Junichiro Kida (ja)                      | 幻想と怪奇の時代 (Genso to Kaiki no Jidai) (étude sur la littérature d'horreur) |
| 61 | 2008  | Hazuki Saisho (ja)                       | 星新一 一〇〇一話をつくった人 (Shin'ichi Hoshi 1001wa o Tsukutta Hito) (étude sur Shin'ichi Hoshi) |
| 62 | 2009  | Toshiaki Endo (ja)                       | 「謎」の解像度 ウェブ時代の本格ミステリ (Nazo no Kaizodo: Webu Jidai no Honkaku Misuteri) (étude sur Honkaku Mystery) |
| 62 | 2009  | Yuichiro Kurihara (ja)                   | 〈盗作〉の文学史 市場・メディア・著作権 (Tosaku no Bungaku Shi: Shijo Media Chosakuken) (étude sur l'histoire du plagiat) |
| 63 | 2010  | Kentaro Komori (ja)                      | Eibungaku no Chika Suimyaku: Koten Misuteri Kenkyu Ruiko Kuroiwa (ja) Hon'an Genten kara Queen made (英文学の地下水脈 古典ミステリ研究 黒岩涙香翻案原典からクイーンまで) (étude sur les romans policiers cklassiques)                                                     |
| 64 | 2011  | Masao Higashi (ja)                       | 遠野物語と怪談の時代 (Tono Monogatari to Kaidan no Jidai) (étude sur Les Légendes de Tono) |
| 65 | 2012  | Junya Yokota (ja)                        | 近代日本奇想小説史 明治篇 (Kindai Nihon Kiso Shosetsu Shi: Meiji hen) |
| 66 | 2013  | Koichi Suwabe (ja)                       | 『マルタの鷹』 講義 (Maruta no Taka Kogi) (étude sur Le Faucon de Malte) |
| 67 | 2014  | Kiyoshi Shimizu (ja)                     | 殺人犯はそこにいる(Satsujinhan wa Soko ni Iru) |
| 67 | 2014  | Motoi Taniguchi (ja)                     | 変格探偵小説入門(Henkaku Tantei Shosetsu Nyumon) (littéralement Le guide définitif d'Agatha Christie) |
| 68 | 2015  | Masahiko Kikuni (ja)                     | 本棚探偵最後の挨拶(Hondana Tantei Saigo no Aisatsu) |
| 68 | 2015  | Aoi Shimotsuki                           | アガサ・クリスティー完全攻略(Agasa Kurisuti Kanzen Koryaku) (étude sur les écrivains japonais de detective fiction) |
| 69 | 2016  | Yoshinobu Kadoi (ja)                     | マジカル・ヒストリー・ツアー(Majikaru Hisutorī Tsuā) (études sur le roman policier historique) |
| 70 | 2017  |                                          | Prix non décerné |
| 71 | 2018  | Noboru Miyata (ja)                       | 昭和の翻訳出版事件簿(Shōwa no Hon'yaku Shuppan Jikenbo) |
| 72 | 2019  | Yasuo Nagayama (ja)                      | 日本SF精神史【完全版】(Nihon SF Seishinshi Kanzenban) (études sur la science-fiction japonaise) |
| 73 | 2020  | Seung Chul Kim                           | 遠藤周作と探偵小説(Endō Shūsaku to Tantei Shōsetsu) (études sur Shūsaku Endō) |
| 74 | 2021  | Keisuke Mada                             | 真田啓介ミステリ論集 古典探偵小説の愉しみⅠ(Mada Keisuke Misuteri Ron Shū: Koten Tantei Shōsetsu no Tanoshimi Ⅰ) 真田啓介ミステリ論集 古典探偵小説の愉しみⅡ(Mada Keisuke Misuteri Ron Shū: Koten Tantei Shōsetsu no Tanoshimi Ⅱ) (études sur l'âge d'or du roman policier) |
| 75 | 2022  | Osamu Komori (ja)                        | 短編ミステリの二百年(Tanpen Misuteri no 200 Nen) (Anthologie de récits mystérieux) |
| 76 | 2023  | Masamichi Higurashi (ja)                 | シャーロック・ホームズ・バイブル(Shārokku Hōmuzu Baiburu) (études sur Sherlock Holmes) |
| 77 | 2024  | Masaki Kawade                            | ミステリ・ライブラリ・インヴェスティゲーション 戦後翻訳ミステリ叢書探訪(Mystery Library Investigation Sengo Honyaku Mystey Sousho Tanbou) (études sur les romans policiers traduits)                                                                                      |
| 77 | 2024  | Shosaku Naka(ja)                         | 江戸川乱歩年譜集成(Edogawa Rampo Nenpu Shusei) (études sur Edogawa Rampo) |
| 78 | 2025  | Matsukoi Sugie (ja)                      | 日本の犯罪小説(Nihon no Hanzai Shosetsu) (études sur les romans policiers japonais) |

## Prix MWJ pour la fiction policière en traduction (2023 - présent)
Gagnants (en gras) et nominés.
|    | Année | Auteure Auteur      | Roman couronné                           | Traductrice Traducteur                  | Année de publication originale | Pays   |
| -- | ----- | ------------------- | ---------------------------------------- | --------------------------------------- | ------------------------------ | ------ |
| 76 | 2023  | Niklas Natt och Dag | 1794 / 1795                              | Miho Hellén-Halme （ja）                | 2019 / 2021                    | Sweden |
| 76 | 2023  | Harlan Coben        | Win                                      | Toshiki Taguchi (ja)                    | 2021                           | USA    |
| 76 | 2023  | Janice Hallett      | The Appeal                               | Ran Yamada（ja）                        | 2021                           | GBR    |
| 76 | 2023  | Richard Lange       | Sweet Nothing                            | Hiroto Yoshino                          | 2015                           | USA    |
| 76 | 2023  | Stuart Turton       | The Devil and the Dark Water             | Kazuyo Misumi                           | 2020                           | GBR    |
| 77 | 2024  | Joseph Knox         | True Crime Story                         | Makiko Ikeda（[[:ja:池田真紀子]\|ja]]） | 2021                           | GBR    |
| 77 | 2024  | 孙 沁文             | 凜冬之棺                                 | Kosaku Ai                               | 2018                           | CHN    |
| 77 | 2024  | S.A. Cosby          | Razorblade Tears                         | Takuro Kagayama（ja）                   | 2021                           | USA    |
| 77 | 2024  | Danya Kukafka       | Notes on an Execution                    | Miho Suzuki                             | 2022                           | USA    |
| 77 | 2024  | Ann Cleeves         | The Long Call                            | Mayumi Takayama                         | 2019                           | GBR    |
| 78 | 2025  | Stephen King        | Billy Summers                            | Ro Shiraishi (ja)                       | 2021                           | USA    |
| 78 | 2025  | Jake Lamar          | Viper's Dream                            | Takuro Kagayama（ja）                   | 2023                           | USA    |
| 78 | 2025  | 馬 伯庸             | 両京十五日                               | Masataka Saito                          | 2020                           | CHN    |
| 78 | 2025  | Jo Nesbø            | Kongeriket                               | Megumi Suzuki（ja）                     | 2020                           | NOR    |
| 78 | 2025  | Benjamin Stevenson  | Everyone In My Family Has Killed Someone | Kazuko Tominaga                         | 2022                           | AUS    |

## Prix MWJ des lauréats de la meilleure œuvre (1952 - 1975)
| 5  | 1952 | Jun Mizutani (ja)    | ある決闘 (Aru ketto)                                              | Nouvelle       |                        |
| 5  | 1952 | EDOGAWA Rampo        | 幻影城 (Gen'ei-jo)                                                | Essai critique |                        |
| 6  | 1953 |                      | Prix non décerné                                                  |                |                        |
| 7  | 1954 |                      | Prix non décerné                                                  |                |                        |
| 8  | 1955 | Sango Nagase         | 売国奴 (Baikoku-do)                                               | Nouvelle       |                        |
| 9  | 1956 | Jokichi Hikage (ja)  | 狐の鶏 (Kitsune no tori)                                          | Nouvelle       |                        |
| 10 | 1957 | Seicho Matsumoto     | 顔 (Kao)                                                          | Nouvelles      |                        |
| 11 | 1958 | Kikuo Tsunoda (ja)   | 笛吹けば人が死ぬ (Fue fukeba hito ga shinu)                       | Nouvelle       |                        |
| 12 | 1959 | Yorichika Arima (ja) | 四万人の目撃者 (Yommannin no mokugekisha)                         | Roman          |                        |
| 13 | 1960 | Tetsuya Ayukawa      | 憎悪の化石 (Zoo no kaseki), 黒い白鳥 (Kuroi hakucho)              | Roman          |                        |
| 14 | 1961 | Tsutomu Minakami     | 海の牙 (Umi no kiba)                                              | Roman          |                        |
| 14 | 1961 | Saho Sasazawa (ja)   | 人喰い (Hitokui)                                                  | Roman          |                        |
| 15 | 1962 | Takashi Asuka (ja)   | 細い赤い糸 (Hosoi akai ito)                                       | Roman          |                        |
| 16 | 1963 | Takao Tsuchiya (ja)  | 影の告発 (Kage no kokuhatsu)                                      | Roman          |                        |
| 17 | 1964 | Tensei Kōno          | 殺意という名の家畜 (Satsui to iu na no kachiku)                   | Roman          |                        |
| 17 | 1964 | Shoji Yuki (ja)      | 夜の終る時 (Yoru no owaru toki)                                   | Roman          |                        |
| 18 | 1965 | Yo Sano (ja)         | 華麗なる醜聞 (Kareinaru shubun)                                   | Roman          |                        |
| 19 | 1966 | Kawatarō Nakajima    | 推理小説展望 (Suiri shosetsu tenbo)                               | Essai critique |                        |
| 20 | 1967 | Toru Miyoshi (ja)    | 風塵地帯 (Fujin chitai)                                           | Roman          |                        |
| 21 | 1968 | Shin'ichi Hoshi      | 妄想銀行 (Moso Ginko) and his past achievement                    | Nouvelles      |                        |
| 22 | 1969 |                      | Prix non décerné                                                  |                |                        |
| 23 | 1970 | Chin Shunshin        | 玉嶺よふたたび (Gyokurei yo futatabi), 孔雀の道 (Kujaku no michi) | Roman          |                        |
| 24 | 1971 |                      | Prix non décerné                                                  |                |                        |
| 25 | 1972 |                      | Prix non décerné                                                  |                |                        |
| 26 | 1973 | Shizuko Natsuki      | 蒸発 ある愛の終わり (Johatsu: Aru ai no owari)                    | Roman          |                        |
| 26 | 1973 | Seiichi Morimura     | 腐食の構造 (Fushoku no kozo)                                      | Roman          |                        |
| 27 | 1974 | Sakyō Komatsu        | 日本沈没 (Nippon chinbotsu)                                       | Roman          | La Submersion du Japon |
| 28 | 1975 | Ikko Shimizu (ja)    | 動脈列島 (Domyaku retto)                                          | Roman          |                        |

## Nommés disponibles en traduction française
Roman
- 2e (1949) - Akimitsu Takagi, Irezumi (刺青殺人事件, Shisei Satsujin Jiken?)
- 5e (1952) - Seishi Yokomizo, Village aux huit tombes (八つ墓村, Yatsuhaka Mura?)
- 29e (1976) - Misa Yamamura, Des cercueils trop fleuris (花の棺, Hana no Hitsugi?)
- 32e (1979) - Jirō Akagawa, Meurtres pour tuer le temps (ひまつぶしの殺人, Himatsubushi no Satsujin?)
- 43e (1990) - Ryo Hara, La petite fille que j'ai tuée (私が殺した少女, Watashi ga Koroshita Shojo?)
- 54e (2001) - Ira Ishida, Ikebukuro West Gate Park 2 (少年計数機 池袋ウエストゲートパークII, Shonen Keisuki: Ikebukuro West Gate Park 2?)
- 57e (2004) - Kōtarō Isaka, Pierrot-la-gravité (重力ピエロ, Juryoku Piero?)
- 63e (2010) - Kanae Minato, Expiations : Celles qui voulaient se souvenir (贖罪, Shokuzai?)

Nouvelle
- 45e (1992) - Miyuki Miyabe, Un mois de juin peu ordinaire (六月は名ばかりの月, Rokugatsu wa Na bakari no Tsuki?) (La Librairie Tanabe)

## Nommés disponibles en traduction anglaise
Roman
- 2e (1949) - Akimitsu Takagi, Tattoo Murder Case (刺青殺人事件, Shisei Satsujin Jiken?)
- 2e (1949) - Seishi Yokomizo, Death on Gokumon Island (獄門島, Gokumon To?)
- 37e (1984) - Kenzō Kitakata, The Cage (檻, Ori?)
- 42e (1989) - Joh Sasaki (ja), Zero Over Berlin (ベルリン飛行指令, Berurin Hiko Shirei?)
- 63e (2010) - Kanae Minato, Penance (贖罪, Shokuzai?)
- 65e (2012) - Mahokaru Numata (ja), Nan-Core (ユリゴコロ, Yuri-gokoro?)
- 71e (2018) - Mizuki Tsujimura (ja), Lonely Castle in the Mirror (かがみの孤城, Kagami no Kojō?)

Nouvelle
- 8e (1955) - Tetsuya Ayukawa, "The Red Locked Room" (赤い密室, Akai Misshitsu?) (Tetsuya Ayukawa, The Red Locke Room, Locked Room International, 2020)
- 11e (1958) - Tetsuya Ayukawa, "The Five Clocks" (五つの時計, Itsutsu no Tokei?) (Tetsuya Ayukawa, The Red Locke Room, Locked Room International, 2020)
- 8e (1955) - Tetsuya Ayukawa, "The White Locked Room" (白い密室, Shiroi Misshitsu?) (Tetsuya Ayukawa, The Red Locke Room, Locked Room International, 2020)
- 56e (2003) - Otsuichi, "Dog" (犬, Inu?) (Goth)
- 60e (2007) - Gaku Yakumaru (ja), "Rice Omelet" (オムライス, Omuraisu?) (Gaku Yakumaru, A Cop's Eyes, Vertical, 2016)
- 63e (2010) - Shunsuke Nagase (ja), "Chief" (師匠, Shisho?) (Ellery Queen's Mystery Magazine, February 2013)

## Autres prix
- MWJ Award for new face
  - 01 (1948) - Shigeru Kayama (ja), 海鰻荘奇談 (Kaiman-so Kidan?) (Nouvelle)
- MWJ Award for encouragement
  - 07 (1954) - Jojiro Okami (ja), 鉛の小函 (Namari no Kobako?) (Roman)
  - 07 (1954) - Ro Hikawa, 睡蓮夫人 (Suiren Fujin?) (Nouvelle)
  - 07 (1954) - Saburo Washio, 雪崩 (Nadare?) (Nouvelle)